# Dora Menichelli
Dora Menichelli, conosciuta anche come Dora Menichelli Migliari o Dora Migliari (Monteleone Calabro, 13 febbraio 1892 – Milano, 25 agosto 1993), è stata un'attrice e cantante italiana.

## Biografia
Dora Menichelli apparteneva a una antica famiglia di attori, discendente da Antonio Menichelli noto Arlecchino nel Settecento. Inizia a recitare all'inizio del 1910 come giovane attrice drammatica, dotata di una buona voce, viene scritturata anche in varie compagnie di operette.
Dopo la prima guerra mondiale è in compagnia con Armando Falconi e successivamente con Aristide Baghetti, in quel periodo incontra un suo collega di lavoro Armando Migliari che poco dopo sposerà, andando poi a formare con lui una compagnia teatrale, nel 1930 è nella Compagnia del Teatro degli Arcimboldi di Milano diretta da Nera Grossi Carlini, lavora accanto ad Anna Magnani, Rina Franchetti e Cesarina Gheraldi.
All'inizio degli anni trenta viene scritturata dall'EIAR, per esibirsi come cantante in alcuni spettacoli, accompagnata dal maestro Tito Petralia, una delle sue canzoni di maggior successo sarà "Cosa hai fatto del mio cuor?", incisa anche su disco; sempre nello stesso periodo partecipa a diverse commedie radiofoniche e radiodrammi.
Il debutto nel cinema muto avviene nel 1914 diretta da Ubaldo Pittei nella pellicola Complice azzurro, ma la sua attività davanti alla cineprese è di pochi film sino ad Apparizione del 1944, insieme ad Amedeo Nazzari.
È sorella dell'attrice Pina Menichelli, una delle maggiori interpreti del cinema muto italiano.

## Filmografia
- Complice azzurro, regia di Unaldo Pittei (1914)
- Silvio e lo Stradivarius, regia di Ugo Falena (1915)
- Cura di baci, regia di Emilio Graziani (1916)
- Pazzia contagiosa, regia di Eduardo Bencivenga (1917)
- I fioretti di San Francesco, regia di Emilio Graziani (1917)
- La moglie scacciata, regia di Giuseppe Pinto (1919)
- È tornato carnevale, regia di Raffaello Matarazzo (1937)
- Apparizione, regia di Jean de Limur (1944)

## Il teatro
- Luciano 1930, di Leonida Repaci, con Anna Fontana, Gino Tassani, Gero Zambuto, Alfredo Menichelli, Anna Magnani, Rina Franchetti, Cesarina Gheraldi, Dora Menichelli, Compagnia del Teatro Arcimboldi di Milano, diretta da Nera Grossi Carlini, prima il 30 dicembre 1930.

## Prosa radiofonica Eiar
- Come le foglie, commedia di Giuseppe Giacosa, trasmessa il 2 gennaio 1934
- Anche a Chicago nascon le violette, commedia di Buzzichini e Casella, regia di Guglielmo Morandi, trasmessa il 8 marzo 1939